# Iberia (Ohio)
Iberia é um lugar designado pelo censo localizado no condado de Morrow no estado estadounidense de Ohio. No Censo de 2010 tinha uma população de 452 habitantes e uma densidade populacional de 45,13 pessoas por km².

## Geografia
Iberia encontra-se localizado nas coordenadas 40° 40′ 56″ N, 82° 50′ 00″ O. Segundo a Departamento do Censo dos Estados Unidos, Iberia tem uma superfície total de 10.02 km², da qual 9.98 km² correspondem a terra firme e (0.34%) 0.03 km² é água.

## Demografia
Segundo o censo de 2010, tinha 452 pessoas residindo em Iberia. A densidade populacional era de 45,13 hab./km². Dos 452 habitantes, Iberia estava composto pelo 97.57% brancos, o 1.77% eram afroamericanos, o 0.22% eram amerindios, o 0% eram asiáticos, o 0% eram insulares do Pacífico, o 0% eram de outras raças e o 0.44% pertenciam a duas ou mais raças. Do total da população o 0.44% eram hispanos ou latinos de qualquer raça.